# یک عاشقانه اوزارک
یک عاشقانه اوزارک (انگلیسی: An Ozark Romance) یک فیلم کمدی صامت کوتاه به کارگردانی آلفرد جی. گلدینگ است که در سال ۱۹۱۸ منتشر شد.

## بازیگران
- هارولد لوید
- اسناب پالرد
- ببه دنیلز
- ویلیام بلیسدل
- سمی بروکس
- هلن گیلمور
- لو هاروی
- گاس لئونارد
- جیمز پروت
- چارلز استیونسون